# Haselrain
Haselrain ist ein Ortsteil der Gemeinde Triebel/Vogtl. im Vogtlandkreis in Sachsen. 

## Details

### Lage
Die Streusiedlung liegt im östlichen Bereich der Gemeinde. Westlich des Ortes verläuft die Kreisstraße K 7855 und südlich die Staatsstraße S 309. Zwischen Triebel, Obertriebel und Haselrain erhebt sich der 629 m ü. NN hohe Platzerberg.

### Geschichte
Haselrain ist erstmals 1542 als „eyn[e] neue bebautte wustunge, welliche gen Posseck gehorig, der Hasselbrun genant“ erwähnt. Weitere Namensbezeichnungen des Ortes sind 1543 Haselpruen, 1545 Haselrain, 1557 Haselrein/Hasselreun, 1582 Haselrehin/Hasellrein, 1583 Haselraihn, 1590 Haselrainn, 1750 Haselbrunn, 1791 Haselbrunn, 1791 Haselbrunn/Haselrinne/Haselrein und 1875 Haselrain. 1582 wurde der Ort nach Posseck gepfarrt. Seit 1930 gehörte der Ort zur Kirchgemeinde Triebel-Posseck-Sachsgrün. Für 1764 ist die Zugehörigkeit zum Rittergut Posseck belegt.
| Jahr                                                     | 1583             | 1764                                          | 1834 | 1871 | 1890 | 2021 |
| -------------------------------------------------------- | ---------------- | --------------------------------------------- | ---- | ---- | ---- | ---- |
| Bewohner                                                 | 6 besessene Mann | 14 besessene Mann* 1 5/6 Hufen je 30 Scheffel | 187  | 274  | 190  | 60   |
| * mit Birkigt, Höllensteg, Anteil Tiefenbrunn und Wieden |                  |                                               |      |      |      |      |

### Öffentlicher Nahverkehr
Der Ort ist mit der vertakteten RufBus-Linie 56 des Verkehrsverbunds Vogtland an Oelsnitz angebunden. In Bergen besteht Anschluss zum RufBus nach Adorf.

### Kulturdenkmale
In der Liste der Kulturdenkmale in Triebel/Vogtl. ist für Haselrain kein Kulturdenkmal aufgeführt.